# سیارک ۱۹۳۹۳
سیارک ۱۹۳۹۳ (به انگلیسی: 19393 Davidthompson، نامگذاری:1998DT33)۱۹۳۹۳مین سیارک کشف شده‌است که در ۲۷ فوریه ۱۹۹۸ کشف شد.